# Kis Emese
Kis Emese, született Horváth (Aninósza, 1929. február 8. – Budapest, 2003. január 22.) nyelvtanár, nyelvész, író. Kis Béla felesége, Horváth Jenő leánya.

## Életútja
Középiskoláit Nagyenyeden, Gyulafehérvárt kezdte, majd a Kolozsvári Református Leánygimnáziumban (jelenleg Apáczai Csere János Elméleti Líceum) végezte 1947-ben, a Bolyai Tudományegyetemen szerzett román nyelv és irodalom szakos középiskolai tanári diplomát (1951). Két éven át a Jogi és Közgazdasági Főiskolán gyakorlati román nyelvet tanított; 1953-tól tanársegéd, később adjunktus az egyetemen. Itt dialektológiát, román nyelvtörténetet, romanisztikát adott elő. 1965-től a filológiai tudományok doktora, 1967-től nyugdíjazásáig (1984) a Babeș–Bolyai Tudományegyetem román és általános nyelvészeti tanszékén lektor. Érdeklődése a matematikai nyelvészet, a nyelvtipológia felé fordult, ezért matematikából is diplomát szerzett (1972) és Pisában részt vett a Centro Nazionale Calcolo Electronico nyári egyetemén (1974).
Tanulmányai a román dialektológia és nyelvtörténet, a románra gyakorolt magyar nyelvi hatás, a matematikai nyelvészet, a nyelvtipológia széles körét fogják át. A Korunkban jelent meg Fél évtized a román nyelvművelésben (1962/10), Matematikai módszerek és a román nyelvtudomány (1963/2) és Nyelvmodellek (1964/11) című tanulmánya. Szakcikkeit romániai és külföldi szakfolyóiratok közölték: a Cercetări de Lingvistică, Studia Universitatis Babeș-Bolyai, Studii și Cercetări Lingvistice, Studii de Onomastică, Acta Universitatis Carolinae (Prága), Limba Română, Cahiers de Linguistique, NyIrK, Nyelvösszehasonlító tanulmánya jelent meg a Theoretical Problems of Tipology and the Northern Eurasian Languages (Budapest, 1970) című kötetben; a Magyar Nyelv (Budapest, 1970/1) hasábjain a román nyelv magyar jövevényszavainak alaktani beilleszkedéséről, az Összevető nyelvvizsgálat, nyelvoktatás (Budapest, 1972) című kiadványban a névszói állítmány és a határozottság kategóriáinak román-magyar összehasonlító elemzéséről.
Verssel az Utunkban jelentkezett (1956), Eszter című novellája (1985/12) az Igaz Szó novella-pályázatán II. díjat nyert. Hangyalesők című regénye kéziratban.

## Kötetei
- Curs de gramatică română pentru maghiari (egyetemi jegyzet, Kolozsvár, 1957);
- Curs de gramatică română II. Sintaxa (egyetemi jegyzet, 1958);
- Încadrarea substantivelor de origine maghiară în sistemul morfologic al limbii române (1975).